# هارولد هاريسون
هارولد هاريسون (24 يناير 1885 - 11 فبراير 1962) (بالإنجليزية: Harold Harrison)‏ هو لاعب كريكت بريطاني وبريطاني (وحمل سابقاً جنسية المملكة المتحدة لبريطانيا العظمى وأيرلندا).